# Robert Koprowski
Robert Koprowski (ur. 1 listopada 1972 w Bytomiu) – profesor, doktor habilitowany, inżynier.

## Życiorys

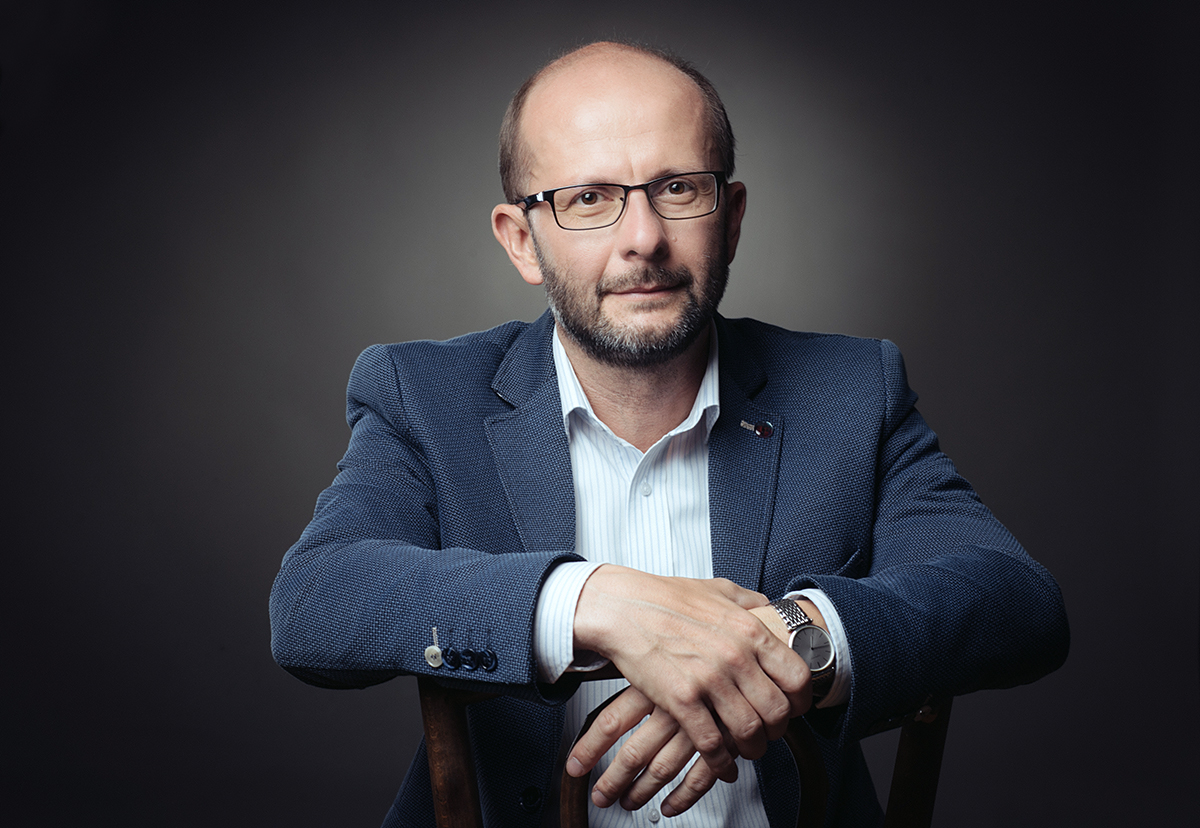
Robert Koprowski

Naukę rozpoczął w roku 1979 w Szkole Podstawowej nr 7 w Sosnowcu, w 1987 rozpoczął naukę w Technikum Elektronicznym mieszczącym się również w Sosnowcu. Szkołę tę ukończył z tytułem technika elektronika. Następnie rozpoczął naukę w Akademii Górniczo-Hutniczą w Krakowie, na wydziale Elektrotechniki Automatyki i Elektroniki, na której studiował w latach od 1992 do 1997. Podczas tych lat doskonalił swoją wiedzę i umiejętności, za co został dwukrotnie odznaczony za wyniki w nauce. Będąc studentem ostatniego roku był jednocześnie pracownikiem Zakładu Metrologii na stanowisku asystenta stażysty. W roku 1997 ukończył studia jako magister inżynier w zakresie elektrotechnika, metrologia, przedstawiając pracę pod tytułem "Woltomierz z przetwarzaniem delta i transmisją światłowodową". Po ukończeniu studiów, powrócił do Sosnowca, gdzie w roku 1998 rozpoczął pracę na stanowisku asystenta na Uniwersytecie Śląskim, na Wydziale Techniki (obecnie Wydział Nauk Ścisłych i Technicznych). Jego zainteresowania skupiły się (i trwają do dziś) wokół problematyki analizy i przetwarzania obrazów biomedycznych, czego efektem była obrona pracy doktorskiej w 2003 roku na Wydziale Automatyki Elektroniki i Informatyki Politechniki Śląskiej w Gliwicach, na temat zastosowań analizy i przetwarzania obrazów w medycynie. W 2015 roku odbył kolokwium habilitacyjne w Instytucie Biocybernetyki i Inżynierii Biomedycznej PAN w Warszawie gdzie przedstawił osiągnięcie naukowe pod tytułem "Dedykowane detektory nieparametrycznych obiektów na obrazach biomedycznych". W roku 2021 w konsekwencji złożenia wniosku Prezydent RP mu tytuł naukowy profesora nauk inżynieryjno-technicznych. Obecnie na stanowisku profesora kontynuuje pracę naukową na Uniwersytecie Śląskim, w Instytucie Inżynierii Biomedycznej.

## Publikacje

### Książki (wybrane)
- "Przetwarzanie obrazów w programie Matlab[4]" (Wydawnictwo Uniwersytetu Śląskiego 2001),
- "Praktyka przetwarzania obrazów w programie Matlab[5]" (Wydawnictwo EXIT 2004),
- "Analiza kata nachylenia mikrotubul[6]" (Wydawnictwo Uniwersytet Śląski 2007),
- "Image Analysis for Ophthalmological Diagnosis[7]" (Wydawnictwo Springer Cham)
- "Image Processing in Optical Coherence Tomography[8]" (Wydawnictwo Uniwersytetu Śląskiego 2011)

### Artykuły naukowe (wybrane)
- Lipka-Trawińska, A., Wilczyński, S., Deda, A., Koprowski, R., Lebiedowska, A., Wcisło-Dziadecka, D.(2022) Processes, 10 (11), art. no. 2225 "Quantitative vs. Qualitative Assessment of the Effectiveness of the Removal of Vascular Lesions Using the IPL Method—Preliminary Observations"
- Jędzierowska, M., Binkowski, M., Koprowski, R., Wróbel, Z. Evaluation of the effect of a PCL/NaNoSiO2 Implant on Bone Tissue Regeneration Using X-ray Micro-Computed Tomography (2021) Advances in Intelligent Systems and Computing, 1186, pp. 107-117.
- Jędzierowska, M., Koprowski, R., Wilczyński, S., Tarnawska, D. The use of infrared thermal imaging in tonometry with a Scheimpflug camera (2021) Journal of Thermal Biology, 96, art. no. 102823, . Cited 2 times.
- Lanza, M., Koprowski, R., Boccia, R., Krysik, K., Sbordone, S., Tartaglione, A., Ruggiero, A., Simonelli, F. Application of Artificial Intelligence in the Analysis of Features Affecting Cataract Surgery Complications in a Teaching Hospital
- Koprowski, R., Foster, K.R. Machine learning and medicine: book review and commentary (2018) Biomedical engineering online, 17 (1), p. 17. Cited 14 times.
- Nowinska, A.K., MacHalińska, A., Módis, L., Koprowski, R., Rechichi, M. Ocular Manifestations of Systemic Diseases
- Koprowski, R. Conclusions (2018) Studies in Computational Intelligence, 716, p. 131.
- Koprowski, R., Tian, L., Olczyk, P. A clinical utility assessment of the automatic measurement method of the quality of Meibomian glands (2017) BioMedical Engineering Online, 16 (1), art. no. 82, . Cited 22 times.
- Koprowski, R., Wróbel, Z., Korzyńska, A., Chwiałkowska, K., Kwaśniewski, M. Automatic analysis of 2D polyacrylamide gels in the diagnosis of DNA polymorphisms (2013) BioMedical Engineering Online, 12 (1), art. no. 68, . Cited 3 times.